# 夢見るタマゴ!熱血浜田塾
『夢見るタマゴ!熱血浜田塾』（ゆめみるタマゴ ねっけつはまだじゅく）は、NHK総合テレビで不定期に放送されていたトークバラエティ番組。

## 出演者

### 司会
- 浜田雅功（ダウンタウン）

### アシスタント
- 久保純子（当時NHKアナウンサー、2002年8月13日 - 2004年2月21日）
- 杉浦友紀（当時NHK福井放送局所属アナウンサー、2006年8月17日 - 2007年8月10日）

## 概要
ある職業の“卵”として修業中の若者数名をスタジオに招き、彼らが奮闘するVTRを紹介しながらトークしていた特別番組。『NHK紅白歌合戦』以外にはめったにNHKの番組に出演することがないダウンタウン浜田の起用で話題になった。演歌歌手・神園さやかがタマゴの1人として出演したことがある。スタジオセットにおける出演者の配置は、浜田が司会を務めているフジテレビの番組『ジャンクSPORTS』に酷似している。過去には、この番組にタマゴとして出演した人物が、『ジャンクSPORTS』で浜田と再会するというケースもあった。
久保が2004年4月以降、NHKとの契約が切れて完全にフリーになったことなどから長らく放送されていなかったが、2006年8月17日にこの年の新人女性アナウンサーである杉浦を新アシスタントに抜擢し、2年半ぶりに放送された。

## 放送日時
1. 2002年8月13日（木曜） 20:00 - 20:45
2. 2002年12月21日（『土曜特集』枠）
3. 2003年5月1日（木曜） 20:00 - 20:43
4. 2004年2月21日（『土曜特集』枠）
5. 2006年8月17日（木曜） 19:30 - 20:45
6. 2007年3月24日（土曜） 23:10 - 24:10
7. 2007年8月10日（金曜） 19:30 - 20:45

## タイトルロゴ
- 初代：2002年8月13日 - 2007年3月24日
- 2代目：2007年8月10日（「!」が無くなる）

## ナレーター
- 奥田民義
- 垂木勉